# Malý Újezd
Malý Újezd (en allemand : Klein Aujest) est une commune du district de Mělník, dans la région de Bohême-Centrale, en Tchéquie. Sa population s'élevait à 1 110 habitants en 2020.

## Géographie
Malý Újezd se trouve à 5 km au sud-est du centre de Mělník et à 30 km au nord-nord-est de Prague.
La commune est limitée par Velký Borek au nord, par Hostín et Liblice à l'est, par Čečelice et Všestudy au sud, et par Kly à l'ouest.

## Histoire
La première mention écrite de la localité date de 1517.